# Biblioteka Narodowa Filipin
Biblioteka Narodowa Filipin – biblioteka narodowa Filipin w Manili.

## Historia
Dekretem królewskim z 12 sierpnia 1887 roku powstała Museo-Biblioteca de Philipinas. Jej zbiory zostały jednak zniszczone podczas wojny filipińsko-amerykańskiej. Pozostałości włączono w 1901 roku do biblioteki utworzonej przez Stowarzyszenie Bibliotek Amerykańskich. Kolekcja licząca około 10 000 książek zawierała jednak głównie powieści w języku angielskim i miała służyć stacjonującym w Manili żołnierzom amerykańskim. Ponieważ Stowarzyszenie nie było w stanie utrzymać biblioteki 5 marca 1901 roku przekazano ją rządowi amerykańskiemu. W maju 1904 roku zbiory przeniesiono do hotelu Oriente, a w 1906 roku rząd przeniósł je do Wydziału Oświaty. 3 czerwca 1908 roku uchwalono ustawę na której mocy powstała Filipińska Biblioteka Publiczna, której nazwę rok później zmieniono na Biblioteka Filipińska. Ustawa z 31 stycznia 1918 roku połączyła bibliotekę z Wydziałem Archiwów, Patentów, Praw Autorskich i Znaków Towarowych Biura Wykonawczego oraz Biblioteką Prawniczą Zgromadzenia Filipin. Przy tej okazji zmieniono jej nazwę na  Biblioteka i Muzeum Filipin. Zgodnie z ustawą nr 3477 z 7 grudnia 1928 roku rozdzielono obie instytucje tworząc Muzeum Narodowe i Bibliotekę Narodową. 
Podczas II wojny światowej większość zbiorów biblioteki zostało zniszczonych. Z 733 000 ocalało tylko 36 600 woluminów. Rozporządzenie z 1947 roku zmieniło nazwę biblioteki na Biuro Bibliotek Publicznych. Do nazwy Biblioteka Narodowa wrócono na mocy ustawy z 18 czerwca 1964 roku. Ustawa Republiki z 13 maja 2010 roku nadała jej nazwę Biblioteka Narodowa Filipin.

## Budynek
Biblioteka kilkakrotnie zmieniała swoja lokalizację. W latach 1928–1944 roku mieściła się w budynku, który znajduje się w kompleksie Muzeum Narodowego Filipin i jest obecnie siedzibą Muzeum Sztuk Pięknych. 23 marca 1960 roku rozpoczęto budowę nowego gmachu, który został otwarty 19 czerwca 1961 roku. Ma on sześć pięter i w magazynach może pomieścić milion woluminów.